# 업

업(業), 업보(業報), 업력(業力), 응보(應報), 카르마(산스크리트어: कर्म 카르마)는 인도계 종교에서의 인과율 개념이다. 본디 행위를 뜻하는 말로서 인과(因果)의 연쇄관계에 놓이는 것이며 단독적으로 존재하지 않는다. 현재의 행위는 그 이전의 행위의 결과로 생기는 것이며, 그것은 또한 미래의 행위에 대한 원인으로 작용한다. 거기에는 과거 · 현재 · 미래와 같이 잠재적으로 지속하는 일종의 브라만교 사회에서는 어떤 특정의 카스트에 태어난다는 것도 그에 상응하는 전생의 행위가 있었기 때문이라고 한다. 업 사상은 광범위하게 인도 제종교의 전체 속에 들어 있어서 불교 및 자이나교에서도 특색 있는 업설(業說)을 전개하였으나, 인도사상의 정통(正統)인 브라만교나 힌두교에서 가장 강조되었다. 초월적인 힘이 감득(感得)되어 있으며 흔히 시간(時間: Kala) · 천명(天命: Daiva) · 천성(天性: Svalhava) 등의 말로 표현되고 있다.

## 각 종교별 윤회

### 힌두교
힌두교에서 카르마는 그 자신의 행위의 결과에 따른 것으로 '윤회'를 낳는다. 이러한 잠재적 세력으로서의 카르마는 현재와 미래의 인간의 행동을 결정하는 사고에 큰 영향을 미친다. 그리하여 모든 카르마는 미래의 카르마의 씨앗이 되어 행위의 결과에 따른 그 열매로서의 결실은 기쁨과 슬픔의 형태로 나타난다. 그리하여 카르마는 도덕적 세계의 행위와 반작용의 법칙, 즉 뿌린대로 거두는 업의 법칙을 보여주고 있다. 모든 인간이 이 카르마의 법칙에서 벗어나지 못하지만, 인간은 이 카르마의 속박에서 벗어날 것인가 아닌가 하는 문제를 스스로 자기의 의식 속에서 선택할 수 있다. 인간이 스스로의 내면에 참 자아인 아트만을 지니고 있기 때문이다. 그리하여 신에게 복종하고 선한 카르마를 낳고 나쁜 카르마를 소멸시킴으로써 카르마의 속박에서 벗어나게 된다. 그렇게 하여 일단 깨달음의 해탈에 이르게 되면 새로운 카르마는 형성되지 않는다. 그러므로 《마하바라타》에서는 "업은 어떤 사람도 피할 수가 없으며 그림자가 형체에 따라다니듯이 업은 서 있는 자의 곁에 서 있고 가는 자의 뒤를 따라가며, 행위하는 자에게 작용을 미친다"고 말하고 있다. 이러한 인과관계에 입각한 행위론은 당연히 선업선과(善業善果) · 악업악과(惡業惡果)와 같은 윤리적인 인과의 법칙을 낳게 하였다.

## 같이 보기
- 과보 (고과와 낙과)
- 이숙과